# Poletje v školjki (kompilacijski album)
Poletje v školjki (COBISS) je kompilacijski album, ki ga je leta 1988 na kaseti izdala založba kaset in plošč RTV Ljubljana v sodelovanju z Viba filmom.
Vsebuje glasbo iz filmov Poletje v školjki in Poletje v školjki 2.

## Sodelujoči
- Jani Golob – glasba, aranžma (1–11)
- Milan Jesih – besedilo (1–11)
- Miro Bevc, Iztok Černe – snemalca glasbe
- Miha Kralj – elektronski efekti

Pesmi izvajajo skupina Black & White in studijski ansambel.

## Seznam pesmi
| Št.             | Naslov                           | Dolžina |
| --------------- | -------------------------------- | ------- |
| 1.              | „Prisluhni školjki‟              | 4:44    |
| 2.              | „Bližina išče bližino‟           | 2:34    |
| 3.              | „Poljub‟                         | 2:27    |
| 4.              | „Zabava‟                         | 3:51    |
| 5.              | „Ples‟                           | 3:26    |
| 6.              | „Beg‟                            | 3:25    |
| 7.              | „Ko se bližina približa bližini‟ | 3:47    |
| 8.              | „Glavo pokonci, glavo gor‟       | 4:16    |
| 9.              | „Pojdiva skupaj skozi dan‟       | 4:22    |
| 10.             | „Jokaj brez sramu‟               | 3:39    |
| 11.             | „Dlan išče dlan‟                 | 3:18    |
| Skupna dolžina: | Skupna dolžina:                  | 39:49   |